# Zhe Jiang Fortune Financial Center
Le Zhe Jiang Fortune Financial Center est un ensemble de deux gratte-ciel de 258 et 188 mètres construit en 2011 à Hangzhou en Chine. 